# Anania funebris
Anania funebris − gatunek ćmy z rodziny wachlarzykowatych, występujący w Europie, również w Polsce, na Syberii, w północnych rejonach Azji Wschodniej oraz Ameryki Północnej.
Rozpiętość skrzydeł tego gatunku waha się 20–23 mm. Motyl lata od czerwca do lipca w zależności od miejsca występowania. Larwy żerują na nawłoci pospolitej.